# Марк (Арндт)
Митрополи́т Ма́рк (нем. Metropolit Mark, в миру Михаэль Арндт, нем. Michael Arndt; род. 29 января 1941, Хемниц, Саксония) — епископ Русской православной церкви заграницей, митрополит Берлинский и Германский. Первый заместитель председателя Архиерейского Синода РПЦЗ.

## Биография
В 1960 году, сдав экзамены за 13 классов школы во Франкфурте-на-Майне, поступил добровольцем на военную службу в бундесвер (ФРГ), где прослужил около полутора лет. В дальнейшем, несколько раз дополнительно вызывался на военную службу и достиг чина старшего лейтенанта.
В 1962 году поступил на историко-филологический факультет университета во Франкфурте, перейдя потом в Гейдельбергский университет, где специализировался на славянских языках: помимо русского, занимался изучением сербохорватского, словацкого, чешского и македонского языков, а также литературой. Защитил докторскую диссертацию на тему «Биографическая литература Тверского княжества XIV и XV веков». Изучая древнерусскую литературу и творения преподобного Нила Сорского, проявил интерес к изучению монашества.
Изучение русского языка приблизило его к русской эмигрантской общине во Франкфурте. Учась у профессора Димитрия Чижевского в Гейдельберге, он посещал храм благоверного кн. Александра Невского в Мангейме, где в 1964 году принял православие и стал впоследствии чтецом.
С 1968 по 1975 годы был членом Народно-трудового союза российских солидаристов (НТС), но вышел из организации по собственному желанию.
Работая в Эрлангенском университете, часто совершал паломничества на Афон, где посещал Карулию, Ильинский скит, Пантелеймонов монастырь, где он сблизился с иеросхимонахом Авелем (Македоновым). А свои дальнейшие научные исследования он решил тогда посвятить святителю Филарету Московскому.
Осенью 1973 года поступил на богословский факультет Сербской православной церкви в Белграде. В период учёбы сблизился с находящимся в опале в Монастыре Челие архимандритом Иустином (Поповичем), став в тесный круг учеников этого сербского подвижника и богослова — иеромонахов Иринея (Буловича), Амфилохия (Радовича), Афанасия (Евтича) и др.
В 1975 году архиепископом Штутгартским и Южно-Германским Павлом (Павловым) рукоположён в сан диакона, прекратив преподавательскую деятельность по церковнославянскому и древнерусскому языкам и литературе в университете города Эрлангена.
Летом 1975 года в Леснинском монастыре (Нормандия) архиепископом Павлом пострижен монашество с именем Марк в честь преподобного Марка Постника и через три дня после пострига был рукоположён во иеромонаха с назначением его на должность заместителя настоятеля русской церкви Святой Елизаветы в Висбадене: «Меня направили в маленький приход, в городе Висбадене, где есть русский православный храм XIX века. Там ко мне присоединились несколько молодых людей, и мы организовали монашескую общину, в которой жили по афонскому уставу. С Божьей помощью наша община просуществовала пять лет».
Летом 1976 года постановлением Архиерейского Синода РПЦЗ был возведён в сан архимандрита, продолжая окормлять приходы в Висбадене, Дармштадте и Саарбрюккене.

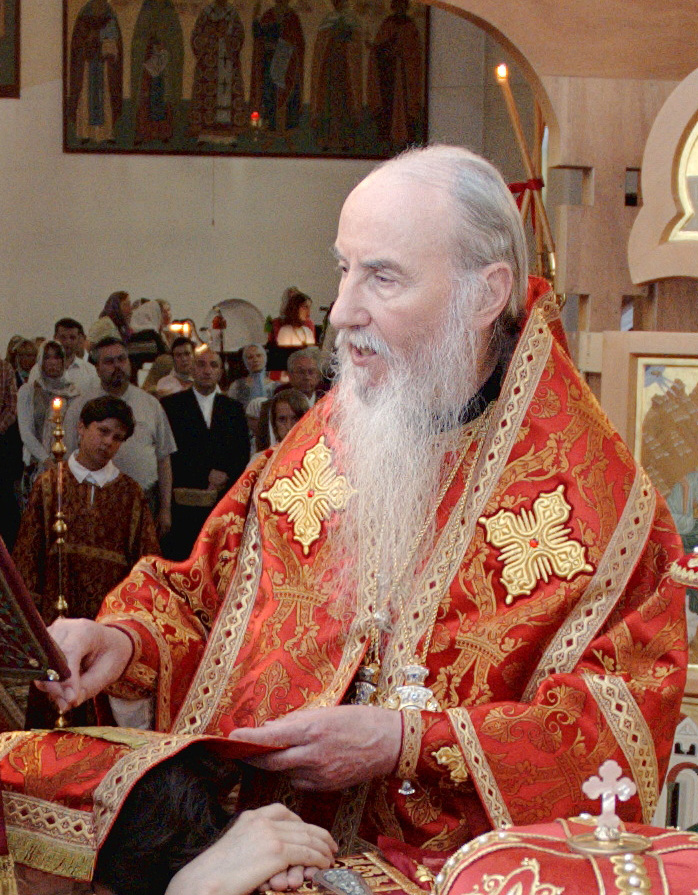
Архиепископ Марк в 2010 году

30 ноября 1980 года в Знаменском кафедральном соборе при Архиерейском Синоде в Нью-Йорке хиротонисан во епископа с титулом Мюнхенский и Южно-Германский. Хиротонию возглавил митрополит Филарет (Вознесенский) в сослужении архиепископов Монреальского и Канадского Виталия (Устинова) и Западно-Американского и Сан-Францисского Антония (Медведева), епископов Сиракузского и Троицкого Лавра (Шкурлы), Сиднейского и Австралийско-Новозеландского Павла (Павлова) и Манхэттенского Григория (Граббе). После хиротонии переезжает в Мюнхен с немногочисленной братией монастыря преподобного Иова Почаевского.
С 1981 года монастырь начинает издавать «Вестник Германской Епархии», налаживается книжное издательство по-русски и по-немецки, производство свечей и ладана. Монастырь живет по афонскому уставу.
Осенью 1982 года, ввиду тяжёлой болезни архиепископа Филофея (Нарко), епископу Марку был усвоен титул епископа Берлинского и Германского. Епископ продолжил жить в монастыре в Мюнхене, откуда управлял Германской епархией.
В январе 1986 года он был также назначен управляющим Великобританской епархией, при этом его титул был изменён на «Берлинско-Германский и Великобританский». Тогда же был назначен настоятелем Александро-Невского прихода в Копенгагене.
В начале 1990-х годов несколько раз ездил в Россию, где в том числе встретился с патриархом Алексием II. В 1993 году первым из архиереев РПЦЗ начал диалог между двумя православными епархиями русской традиции (РПЦЗ и Московского Патриархата) в объединённой Германии. Переговоры прекратились в 1997 году после конфликта вокруг Подворья в Хевроне.
В 1997 году был назначен Наблюдающим за делами Русской Духовной Миссии в Иерусалиме.
В декабре 1997 года подписал «совместное заявление» с патриаршим архиепископом Берлинским и Германским Феофаном (Галинским). Целый ряд клириков и активных мирян, а также некоторые архиереи (в частности, епископ Сеаттлийский Кирилл (Дмитриев)), выступили в преддверии Собора с заявлениями, подвергавшими резкой критике действия архиепископа Марка. Вместе с тем, священнослужители и старосты Германской епархии обратились к Архиерейскому Собору с письмом в поддержку своего епархиального архиерея.
17 октября 2000 года решением Архиерейского Собора РПЦЗ назначен председателем созданной тогда же Комиссии по вопросам единства Русской Церкви.
17 декабря 2003 года указом Архиерейского Собора РПЦЗ назначен председателем созданной тогда же Комиссии Русской Зарубежной Церкви по переговорам с Московским Патриархатом. Внёс важную лепту в дело восстановления канонического единства Русской Православной Церкви, достигнутого в 2007 году.
27 июля 2009 года решением Священного Собора утверждён членом Межсоборного присутствия Русской Православной Церкви.
26 июля 2010 года включён в состав Патриаршего совета по культуре.
16 апреля 2016 года решением Священного Синода включён в состав делегации Русской православной церкви для участия во Всеправославном Соборе.
8 декабря 2016 года Архиерейский Синода РПЦЗ удовлетворил его прошение об освобождении от управления Великобританской епархией.
6 октября 2017 года включён в состав Синодальной библейской комиссии.
10 декабря 2019 года, в связи с наступающим 40-летием архиерейского служения, первоиерархом РПЦЗ митрополитом Иларионом возведён в сан митрополита.
16 мая 2022 года после кончины митрополита Восточно-Американского и Нью-Йоркского Илариона временное руководство Русской зарубежной церковью перешло к митрополиту Берлинскому и Германскому Марку (как первому заместителю председателя Архиерейского Синода РПЦЗ). При этом, по собственном признанию не стал выставлять свою кандидатуру на пост первоиерарха: «Я исключил такую возможность и говорил об этом ещё до отъезда на собор из Германии. Но, наверное, после перелёта был настолько уставшим, что просто забыл предупредить об этом перед началом голосования. Так что в конечном итоге меня все же включили в список для голосования. Только когда мы приступили ко второму туру выборов, я сказал, что беру самоотвод».
16 сентября 2022 года решением Архиерейского собора РПЦЗ включён в состав созданной тогда же комиссии для изучения вопросов, связанных с каноническим приёмом раскольников.

## Награды
- Орден Дружбы (29 октября 2008 года, Россия) — за большой вклад в сохранение, развитие и популяризацию русской культуры за рубежом[18][19]
- Благодарность Президента Российской Федерации (14 июня 2012 года, Россия) — за большой вклад в сохранение и популяризацию культурного и исторического наследия России на Святой земле, укрепление дружбы и сотрудничества между народами[20]
- памятная панагия (30 ноября 2010 года)[21]
- Орден преподобного Сергия Радонежского II степени (29 января 2011 года)[22]
- Синодальный орден Курско-Коренной иконы Божией Матери I степени (10 декабря 2015 года[23])

## Публикации
- Катехизис «Жив Бог» // Русский пастырь. — 1989. — № 4. — С. 46-49.
- Сила Церкви в единении веры и любви // Вестник Германской Епархии РПЦЗ. — Мюнхен, 1997. — № 4. — С. 25-29;
- Долгий путь навстречу друг другу // НГ Религии. 2005. — № 11 (164). — С. 3;
- На пути к уврачеванию разделения в Русской Церкви — предсоборный процесс // Деяния IV Всезарубежного Собора Русской Православной Церкви Заграницей. — М.: Издательство Московской Патриархии Русской Православной Церкви, 2012. — С. 137—158.
- Христианские ценности в современной Европе // Журнал Московской Патриархии. 2013. — № 4. — С. 68-73;
- Проблемы сохранения христианских традиций в условиях современного Запада // Монашество: история, современность, будущее: материалы ХХI и XXII Международных Рождественских образовательных чтений. — Москва: Синодальный отдел по монастырям и монашеству Русской Православной Церкви, 2014. — 182 с.
- Митрополит Марк (Арндт). «Владыка Иларион был смиренным, но в церковных вопросах оставался твердым как кремень». pravoslavie.ru (10 января 2023).

интервью
- Интервью проф. Е. Верещагину // Континент. 1998. — № 4. — С. 280—308;
- Русское православие в поисках единства «Иметь дело с Россией мы должны всегда, хотим мы этого или нет», — считает член Синода Русской Православной Церкви Зарубежом архиепископ Марк (Арндт) // МОСКВА: «Независимая газета», 5 июня 2002
- «Мы ожидаем взаимного признания друг друга как частей единой Русской Церкви» // Даниил Щепков, «Еженедельный Журнал», 26.1.2004
- Архиепископ Берлинский Марк: «В наше время многие отрицают даже необходимость какой-то веры» // «Союз», 4 сентября 2008 г
- Восстановить историческое единство Императорского Православного Палестинского Общества на Святой Земле // «Русская линия», 24 февраля 2009
- Беседа архиепископа Берлинско-Германского и Великобританского Марка (Арндта) со студентами Сретенской духовной семинарии, 5 апреля 2011 года
- Наша первостепенная задача — миссионерство. Интервью с архиепископом Марком // Журнал Московской Патриархии. 2011. — № 8. — С. 76-77;
- «Уже 90 лет наша церковь живёт за границей» // Интервью с архиепископом Марком для фильма «Единство верных», 2012
- Архиепископ Берлинский Марк: Как шли к объединению // «Православие и мир», 17 мая 2012
- Об исповеди и причащении, языке богослужения и монашестве. Беседа с архиепископом Марком (Арндтом) // Православие.ru, 20 февраля 2013 года
- Архиепископ Марк (Арндт): советы ищущим монашества // «Нескучный сад», 18 июля 2013
- Архиепископ Марк (Арндт): Монахи не падают с луны // pravoslavie.ru, 3 февраля 2014 года
- Приходские Советы создают возможность для соборной работы внутри Русской Зарубежной Церкви // bogoslov.ru, 29 августа 2014 г.
- Metropolit Mark zum Krieg in der Ukraine: «Ich traue den Bildern nicht mehr» // rnd.de, 29.05.2022